# Acanthostigmella pellucida
Acanthostigmella pellucida är en svampart som beskrevs av M.E. Barr 1977. Acanthostigmella pellucida ingår i släktet Acanthostigmella och familjen Tubeufiaceae.   Inga underarter finns listade i Catalogue of Life.